# Whatever's Cool With Me
Singles de Dinosaur Jr.
The Wagon (1990) Get Me (1992)
Whatever's Cool with Me est une chanson du groupe Dinosaur Jr., composée par J Mascis, qui donne son nom à un maxi-single publié le 22 octobre 1991 aux États-Unis par Sire Records. En Europe, Whatever's Cool with Me est éditée en août 1991 au format single par Blanco y Negro. La face B s'intitule Sideways.  

## Sortie
Whatever's Cool with Me est le premier enregistrement du groupe avec son nouveau bassiste Mike Johnson,, qui jouait auparavant dans le groupe Snakepit. Johnson avait rejoint Dinosaur Jr. en mai 1991 lors de la deuxième tournée consécutive à la sortie de l'album Green Mind. Il est présent sur la captation des deux faces B live (Thumb de l'album Green Mind et Keep the Glove de l'abum Bug) qui a lieu le 22 juin 1991 au 86 Street Music Hall de Vancouver. J Mascis joue seul de tous les instruments sur la face B intitulée Sideways.

## Versions
Aux États-Unis, le single Whatever's Cool with Me est publié sous la forme d'un maxi-single chez Sire Records. Les notes d'accompagnement du CD précisent que « ceci n'est pas un album », malgré une durée de 34 minutes. Outre la face B Sideways, le disque rassemble l'intégralité des faces B du single européen The Wagon, paru en janvier 1991.
L'édition japonaise contient deux faces b live non présentes sur les éditions américaines et européennes : The Lung (de l'abum You're Living All Over Me) et The Post (de l'abum Bug).
Le single et ses faces B sont remastérisés et publiés le 27 septembre 2019 dans la réédition de l'album Green Mind, à l'initiative du label britannique Cherry Red Records.

### Dinosaur Jr.
- J Mascis - guitare électrique, chant
- Murph - batterie
- Mike Johnson - basse

### Liste des titres

#### États-Unis
- CD, cassette - Sire Records

| No | Titre                   | Auteur                                          | Durée |
| -- | ----------------------- | ----------------------------------------------- | ----- |
| 1. | Whatever's Cool With Me | J Mascis                                        | 4:34  |
| 2. | Sideways                | J Mascis                                        | 4:11  |
| 3. | Not You Again           | J Mascis                                        | 2:31  |
| 4. | The Little Baby         | J Mascis                                        | 2:10  |
| 5. | Pebbles + Weeds         | J Mascis                                        | 5:25  |
| 6. | Quicksand               | David Bowie non crédité/adaptation par J Mascis | 4:33  |
| 7. | Thumb (Live)            | J Mascis                                        | 7:44  |
| 8. | Keep The Glove (Live)   | J Mascis                                        | 3:15  |

#### Europe
- 45 tours - Blanco y Negro Records

| No | Titre                   | Auteur   | Durée |
| -- | ----------------------- | -------- | ----- |
| 1. | Whatever's Cool With Me | J Mascis | 4:34  |
| 2. | Sideways                | J Mascis | 4:11  |

- Maxi 45 tours, CD, cassette - Blanco y Negro Records

| No | Titre                   | Auteur   | Durée |
| -- | ----------------------- | -------- | ----- |
| 1. | Whatever's Cool With Me | J Mascis | 4:34  |
| 2. | Sideways                | J Mascis | 4:11  |
| 3. | Thumb (Live)            | J Mascis | 7:42  |
| 4. | Keep The Glove (Live)   | J Mascis | 3:16  |

#### Japon
- CD - WEA Music

| No | Titre                   | Auteur   | Durée |
| -- | ----------------------- | -------- | ----- |
| 1. | Whatever's Cool With Me | J Mascis | 4:34  |
| 2. | Sideways                | J Mascis | 4:11  |
| 3. | Thumb (Live)            | J Mascis | 7:42  |
| 4. | Keep The Glove (Live)   | J Mascis | 3:16  |
| 5. | The Lung (Live)         | J Mascis | 4:37  |
| 6. | The Post (Live)         | J Mascis | 3:45  |